# Клерланд
Клерланд (фр. Clerlande) насеље је и општина у централној Француској у региону Оверња, у департману Пиј де Дом која припада префектури Риом.
По подацима из 2011. године у општини је живело 448 становника, а густина насељености је износила 53,91 становника/km². Општина се простире на површини од 8,31 km². Налази се на средњој надморској висини од 320 метара (максималној 335 m, а минималној 313 m).

## Демографија
| 1962. | 1968. | 1975. | 1982. | 1990. | 1999. | 2011. |
| ----- | ----- | ----- | ----- | ----- | ----- | ----- |
| 276   | 278   | 265   | 275   | 279   | 305   | 448   |

График промене броја становника у току последњих година